# Corporación Nacional de Ahorro y Vivienda
La Corporación Nacional de Ahorro y Vivienda (Conavi) fue una Corporación de Ahorro y Vivienda, y posteriormente un banco colombiano creado en Medellín en 1974, que ofrecía servicios financieros, hasta su absorción por Bancolombia en 2006. El banco era muy característico debido a la mascota que usaba que era una abeja.

## Historia
La Corporación Nacional de Ahorro y Vivienda (Conavi) se fundó el 14 de febrero de 1974 en Junín, Medellín y junto con la marca también se creó la abeja, una mascota creada por Jaime Uribe que (a pesar de que su nombre verdadero fue una incógnita) era llamada "La Abejita de Conavi o "La Abejita Conavi". Esta corporación de ahorro y vivienda era la única con sede en la capital de Antioquia.
La mascota, a pesar de que fue parte importante del éxito de la marca, la corporación tuvo un trato especial hacia los clientes: en Navidad daban natilla y buñuelos, y a los niños les daban detalles. El primer eslogan fue "Conavi quiere a la gente".
Conavi fue una de las primeras corporaciones de ahorro y vivienda en dar un acceso ilimitado a los ciudadanos en la financiación de la construcción de viviendas como una alternativa a los bancos, además de contar con la más alta tecnología de ese entonces.
Luego de finalizado el siglo XX ocurrieron los cambios importantes de la marca.
En el año 2000 hubo cambios en el sistema financiero, haciendo que todas las corporaciones de ahorro y vivienda debían pasar a ser bancos, cosa donde Conavi no fue la excepción y su nombre cambió a Banco Comercial y de Ahorros, manteniendo el nombre Conavi y el eslogan cambió a "El banco que quiere a la gente". Debido a las exigencias del sistema financiero, sus servicios decayeron un poco, no obstante el trato a los clientes era el mismo.

## Fusión con Bancolombia y Corfinsura
En el 2004 los accionistas mayoritarios de Conavi, Corfinsura y Bancolombia decidieron fusionarse. El 22 de julio del 2005 consiguieron el aval de la Superintendencia Bancaria de Colombia. El 30 de julio se hizo oficial la fusión entre los tres bancos, para así crear Grupo Bancolombia, las oficinas, cajeros y locales fueron reemplazados por Bancolombia, excepto su mascota y su espíritu. Además se hizo una migración de cuentas de Conavi a Bancolombia
Finalmente en el mes de noviembre del 2006 la fusión se completó dejando de existir el banco junto con la abeja.